# Perut
Perut è un cognome di lingua italiana.

## Varianti
Peruto, Perutti, Perutto.

## Origine e diffusione
Cognome tipicamente veneziano, è presente anche nel pordenonese.
Potrebbe derivare dal prenome Peruzio o dal prenome Pietro, risultando quindi variante del prenome Pietri.
In Italia conta circa 41 presenze.